# Mario Angeloni
Pour les articles homonymes, voir Angeloni.
Mario Angeloni, (né à Pérouse en 1896, mort à Sariñena le 28 août 1936) est un avocat et un combattant de la guerre civile espagnole.

## Biographie
Mario Angeloni naît dans une famille aisée de Pérouse. Lors de la Première Guerre mondiale, il est lieutenant de cavalerie et il est décoré de la médaille d'argent. La guerre finie, il reprend ses études et il devient docteur en droit. En 1921, il épouse Giaele Franchini.
Ses critiques envers le régime et ses sympathies républicaines le conduisent à l'exil forcé d'abord à Lipari, puis à Ustica et Ponza. Il émigre clandestinement en France où il entre en contact avec les cellules antifascistes actives et en particulier avec les frères Nello et Carlo Rosselli avec lesquels il crée une étroite collaboration. 
Il participe à la guerre civile espagnole avec Carlo Rosselli (commandant politique) et Camillo Berneri (représentant des anarchistes), il devient le commandant militaire d'une colonne militaire républicaine sur le front aragonais.
Il meurt au combat le 28 août 1936 à la bataille de Monte Pelato. En 1956 il reçoit à titre posthume la médaille d'or de la mémoire.